# Åter-Fålasjön
Åter-Fålasjön är en sjö i Kramfors kommun i Ångermanland och ingår i Ångermanälvens huvudavrinningsområde. Sjön har en area på 0,191 kvadratkilometer och ligger 94,5 meter över havet. Sjön avvattnas av vattendraget Loån (Viättån).

## Delavrinningsområde
Åter-Fålasjön ingår i det delavrinningsområde (700329-160514) som SMHI kallar för Utloppet av Åter-Fålasjön. Medelhöjden är 157 meter över havet och ytan är 3,4 kvadratkilometer. Räknas de 13 avrinningsområdena uppströms in blir den ackumulerade arean 80,95 kvadratkilometer. Loån (Viättån) som avvattnar avrinningsområdet har biflödesordning 2, vilket innebär att vattnet flödar genom totalt 2 vattendrag innan det når havet efter 16 kilometer. Avrinningsområdet består mestadels av skog (86 procent). Avrinningsområdet har 0,18 kvadratkilometer vattenytor vilket ger det en sjöprocent på 5,3 procent.